# Мінімальний геном
Мінімальний геном — найменший набір генів, який є необхідним і достатнім для самостійної життєздатності та відтворення певного організму в найсприятливіших для нього умовах. Більшість геномів містять значну кількість допоміжних генів, які можуть надавати додаткові еволюційні переваги, проте які не є обов'язковими для виживання окремих особин. Таким чином, постає можливість створення штучного організму із мінімальним набором життєво-необхідних генів в певному стабільному середовищі. Додавання нових генів до мінімального геному дозволить отримати організми з добре контрольованими бажаними властивостями.
Найменший геном, який здатний до підтримування життя, містить 473 гени. Він належить штаму JCVI-syn3.0 мікоплазми Mycoplasma mycoides  — бактерії зі штучним геномом, яка була створена в 2016 році.

## Редуковані геноми в природі

### Бактерії
В природі існує багато бактерій з редукованими геномами.
Редукція геномів зустрічається переважно у внутрішньоклітинних симбіонтів, паразитарних та патогенних видів. Ці бактерії отримують поживні речовини з організму господаря, внаслідок чого відпадає необхідність у багатьох генах. До таких бактерій можна віднести види родів Buchnera, Chlamydia, Treponema, Mycoplasma та інші.
Найменший із відомих клітинних геномів був секвенований в 2013 році. Він належить бактерії Nasuia deltocephalinicola, облігатному симбіонту цикади Macrosteles quadrilineatus, який має розмір 112 тисяч п. о. та кодує 137 білків.
Найменші геноми серед клітин, здатних до автономної реплікації, мають мікоплазми, які зазвичай ростуть у збагачених поживними речовинами середовищах тваринних організмів. Серед мікоплазм найменший з відомих геномів належить Mycoplasma genitalium. Його розмір становить близько 580 п. о. та містить 525 генів.
У 2005 році було секвеновано геном альфа-протеобактерії Pelagibacter ubique, який вважається найменшим серед вільноживучих організмів: розмір 1,31 мільйони п. о.; кодує 1337 білків.
Редукція геномів призводить до їх швидшої реплікації і відповідно швидшого поділу, що дозволило їй зафіксуватись в ході еволюції. В той же час, втрата генів супроводжується збільшенням залежності від організму господаря, що й спостерігається у облігатних паразитів, і ще більшою мірою мутуалістичних ендосимбіонтів.

### Віруси
Вірусам притаманні найменші геноми в природі. Наприклад, ДНК цирковірусу свиней 2 складає лише близько 1768 п. о. та кодує 2-3 рамки зчитування.

## Історія дослідження мінімального геному
Ідея використання мікоплазм в якості моделей для дослідження базових принципів життя вперше була запропонована Гарольдом Моровітцем в 1984 році.
В 1995 році дослідники Інституту геномних досліджень Крейга Вентера повідомили про завершення секвенування геномів Mycoplasma genitalium та Haemophilus influenzae, які стали першими повністю секвенованими клітинними геномами.
Це дало можливість Євгенію Куніну та Аркадію Мушегяну шляхом порівняльної геноміки скласти набір із 256 ключових генів, необхідних для життя.
Пізніше шляхом глобального транспозонного мутагенезу було отримано список із 382 ключових білок-кодуючих генів M.genitalium.
В 2008 році група вчених із Інституту Крейга Вентера повідомила про те, що ними було вперше de novo синтезовано геном цілого організму, а саме геном M.genitalium. Втім, M.genitalium дуже повільно росте у культурі, тому в якості вихідного організму в проекті мінімізації геному було обрано Mycoplasma mycoides.
В 2010 році тими ж дослідниками вперше було отримано організм зі штучним геномом. Це була клітина бактерії Mycoplasma capricolum, замість власного геному якої було трансплантовано хімічно-синтезований геном M.mycoides. Клітині дали назву Mycoplasma mycoides JCVI-syn1.0.
В 2016 році, взявши за основу геном M. mycoides JCVI-syn1.0, дослідники Інституту Крейга Вентера створили бактерію зі штучно-синтезованим та мінімізованим геномом, яку було названо JCVI-syn3.0 (531 kb, 473 генів, з яких 438 кодують білки). Геном JCVI-syn3.0 став найменшим в природі серед клітин, що автономно реплікуються.

## Визначення ключових генів
При функціональному аналізі бактеріального геному було виявлено, що бактерії використовують лише частину своїх генів за певних умов. Тому першим кроком у створенні бактерії з мінімальним геномом є виявлення білок-кодуючих та некодуючих послідовностей ДНК, які для неї є життєво-необхідними.
Євгеній Кунін та Аркадій Мушегян в роботі 1996 року при порівнянні геномів грам-позитивної бактерії M.genitalium та грам-негативної H. influenzae виявили 240 ортологічних генів, які через універсальність для цих еволюційно-віддалених видів можна вважати ключовими. Проте ці гени покривали не всі життєво-важливі функції обох бактерій, оскільки вирішення одного завдання може відбуватись різними еволюційними шляхами. Таким чином, було висунуте припущення, що для існування мінімального бактеріального геному необхідно близько 256 генів, де до 240 спільних генів було додано 16 генів M.genitalium продукти яких виконують необхідні для виживання функції. Подальші експерименти з нокаутуванням генів підтвердили, що більшість генів з цього набору наявні у більшості секвенованих бактеріальних геномах
В природних умовах виявлено організми, геноми яких містять суттєво меншу кількість білок-кодуючих генів, проте всі вони відносяться до внутрішньоклітинних паразитів чи внутрішньоклітинних мутуалістичних симбіонтів, які не здатні до автономного існування.
Одним з методів експериментального виявлення генів, що не є ключовими для організму, є глобальний транспозонний мутагенез. Він полягає в трансформації клітин вектором, що містить транспозон та селективний маркер, за яким далі можна ідентифікувати клітини з вбудованим вектором. Інсерція транспозону в ген зазвичай викликає його інактивацію. Якщо інсерція відбувалась в життєво-необхідному гені, клітина гине і колонія не формується. Натомість, якщо після вбудовування транспозону в певний ген колонія залишається життєздатною, даний ген, імовірно, не є ключовим.
В дослідженні 1999 року, здійсненому групою вчених Інституту геномних досліджень Крейга Вентера, при аналізі близько 2,200 сайтів транспозонових інсерцій в геномах M.genitalium та близькоспорідненої Mycoplasma pneumoniae, було ідентифіковано 130 білок-кодуючих генів, які, як вважалось, були не обов'язковими для виживання. Було зроблено висновок, що 265—350 білок-кодуючих генів M.genitalium є ключовими для життя в лабораторних умовах. При цьому близько 100 генів мали нез'ясовану функцію. Проте, в результаті цього дослідження виявляли інсерції в генах, які насправді є життєво-необхідними. Причин таких помилок могло бути декілька: 1) ген міг бути толерантним до транспозиції; 2) клітина могла містити дві копії одного гену; 3) продукт певного гену постачався іншими колоніями клітин, в яких була збережена активність гену. Так як не підтверджувалась відсутність продуктів генів в окремих колоніях, всі гени з інсерціями транспозонів вважались необов'язковими для життя.
В розширеному дослідженні 2005 року аналізувались інсерції транспозонів в індивідуальних популяціях M.genitalium, що дозволяло усунути обмін речовинами між колоніями а також з'ясувати, чи відбувалась інсерція в одній з копій дуплікованого гену. Цього разу було ідентифіковано 100 необов'язкових білок-кодуючих генів. Таким чином, 382 з 482 білок-кодуючих генів M.genitalium вважали ключовими.
Втім, оскільки не проводився аналіз продуктів цих генів, результати можуть бути переоцінені через можливе хибне прийняття толерантних до інсерцій генів за необов'язкові для виживання.

## Створення організму з мінімальним геномом
Дані, отримані шляхом порівняльної геноміки та експериментального виявлення ключових генів, були взяті за основу створення організму з мінімальних геномів. Проте виявлення необхідних для життя генів ще не означає легкого конструювання мінімального геному, оскільки воно не враховує складної взаємодії між генами. Так, наприклад, за делеції деякого гену клітина може залишатись життєздатною, проте комбінація з делецією іншого гену може виявитись летальною. Тому для конструювання мінімального геному необхідне не лише виявлення ключових генів, а і краще розуміння епістатичних впливів в межах геному. В той же час, консервативні гени не покривають всі життєво-необхідні функції, оскільки їх можуть виконувати білки різного походження.
Для того, щоб з'ясувати, який геном насправді є мінімальним (або хоча б наближеним до мінімального) необхідно протестувати його життєздатність експериментальним шляхом.
Теоретично, мінімальний геном певного організму може бути створений двома способами:
- згори-вниз, шляхом нокаутування генів;
- знизу-вгору, шляхом складання спроєктованого геному

З метою створення синтетичної клітини з наближеним до мінімального геномом, дослідницька група Інституту Крейга Вентера застосувала другий підхід. Так, мінімальний геном проєктувався шляхом повторення циклів розробки, збирання геному та його тестування в живій клітині. За основу було взято синтетичний геном Mycoplasma mycoides JCVI-syn1.0. розміром 1079 kb.
Попередня спроба створення клітини з мінімальним геномом не мала успіху, оскільки не були враховані гени, що хоч і не є критично важливими для життєздатності клітин, проте необхідні для стійкого росту культури (вони були названі квазі-ключовими).
В результаті 4-х циклів розробки-збірки-тестування, за яких були утримані квазі-ключові гени, в 2016 році було повідомлено про створення JCVI-syn3.0 — бактерії, геном якої складає 531 kb і містить 473 гени (438 білок-кодуючих та 35 РНК-кодуючих). В складі геному JCVI-syn3.0 міститься 149 генів із невідомими функціями.
JCVI-syn3.0 є компромісним варіантом між мінімальним геномом та прийнятною швидкістю росту культури, зниження якої є наслідком мінімізації геному.
Таким чином, JCVI-syn3.0 є найменшим серед відомих геномів автономних клітин.